# Sycoscapter moneres
Sycoscapter moneres is een vliesvleugelig insect uit de familie Pteromalidae. De wetenschappelijke naam is voor het eerst geldig gepubliceerd in 1999 door Chen.